# پنادومو
پنادومو (به ایتالیایی: Pennadomo) یک کومونه در ایتالیا است که در استان کییتی واقع شده‌است.

## خصوصیات
پنادومو ۱۱ کیلومترمربع مساحت و ۳۴۸ نفر جمعیت دارد و ۴۶۰ متر بالاتر از سطح دریا واقع شده‌است.